# V391 Pegasi b
V391 Pegasi b, também conhecido como HS 2201+2610 b, é um exoplaneta que orbita a estrela V391 Pegasi, a aproximadamente 4 570 anos luz de distância, na constelação de Pegaso. Sua descoberta se deu por meio da medição de estrelas variáveis, que mede as anomalias na variabilidade da estrela causado por um planeta. Acredita-se que a massa é 3,2 vezes a de Júpiter, com um semieixo maior de 1,7 UA, e o período orbital de 1 170 dias. O planeta foi descoberto em março de 2007 e publicado em setembro do mesmo ano. Foi o primeiro planeta detectado que passou pela fase gigante vermelha de sua estrela, período em que quase foi engolido por ela e sobreviveu, indicando que planetas com distâncias similares à Terra também podem sobreviver, ainda que estes sejam aproximadamente do tamanho de Júpiter e Saturno.

## Leitura complementar
- R. Silvotti, S. Schuh, R. Janulis, S. Bernabei, R. Ostensen, J.-E. Solheim, I. Bruni, R. Gualandi, T. Oswalt, A. Bonanno, B. Mignemi, the Whole Earth Telescope Xcov23 collaboration (2007). «The O-C diagram of the subdwarf B pulsating star HS2201+2610: detection of a giant planet?». ASP conf. series
- R. Silvotti, S. Schuh, R. Janulis, J.-E. Solheim, S. Bernabei, R. Østensen, T. D. Oswalt, I. Bruni, R. Gualandi, A. Bonanno, G. Vauclair, M. Reed, C.-W. Chen, E. Leibowitz, M. Paparo, A. Baran, S. Charpinet, N. Dolez, S. Kawaler, D. Kurtz, P. Moskalik, R. Riddle & S. Zola (2007). «A giant planet orbiting the 'extreme horizontal branch' star V 391 Pegasi». Nature. 449 (7159): 189–191. PMID 17851517. doi:10.1038/nature06143